# Toxolasma pullus
Toxolasma pullus är en musselart som först beskrevs av Conrad 1838.  Toxolasma pullus ingår i släktet Toxolasma och familjen målarmusslor. IUCN kategoriserar arten globalt som sårbar. Inga underarter finns listade i Catalogue of Life.